# La filla de Ryan
La filla de Ryan (títol original en anglès Ryan's Daughter) és una pel·lícula anglesa dirigida per David Lean i estrenada l'any 1970. Va obtenir dos Oscars, al millor actor secundari (John Mills) i a la millor fotografia. Està doblada al català.
Va obtenir excel·lents crítiques però va resultar un rotund fracàs de taquilla. Com a curiositat, en el lliurament dels premis Oscar, quan John Millis va rebre l'estatueta com a millor actor secundari, el veterà actor anglès no va pronunciar cap paraula perquè el seu paper en el film era el d'un home sordmut.
Després del gran èxit mundial de Doctor Givago, el director David Lean i el dramaturg anglès Robert Bolt, amb qui ja va col·laborar en el film Lawrence d'Aràbia, van començar a treballar en el guió de La filla de Ryan, junts per tercera vegada.

## Argument
Transcorre l'any 1916, a Irlanda, quan es produeix l'aixecament contra els anglesos. Charles, un mestre rural que torna de Dublín al seu poble, després d'una breu absència, es casa amb la seva xicota Rosy. El docent és un home madur, amb més de quaranta anys, mentre que la seva dona amb prou feines passa dels vint. Els problemes no triguen a aparèixer i el matrimoni és un fracàs. La jove torna a les seves il·lusions d'adolescent.

## Repartiment
- Robert Mitchum: Charles Shaughnessy
- Sarah Miles: Rosy Ryan
- Trevor Howard: el pare Collins
- Christopher Jones: Randolph Doryan
- John Mills: Michael
- Leo McKern: Thomas Ryan
- Barry Foster: Tim O'Leary
- Marie Kean: Mrs. McCardle
- Arthur O'Sullivan: Mr. McCardle
- Evin Crowley: Maureen
- Douglas Sheldon: el conductor
- Gerald Sim: el comandant
- Barry Jackson: el caporal
- Des Keogh: Lanky
- Niall Toibin: O'Keefe
- Philip O'Flynn: Paddy
- Donal Neligan: l'amic de Maureen
- Brian O'Higgins: Const. O'Connor
- Niall O'Brien: Bernard
- Owen Sullivan: Joseph
- Emmet Bergin: Sean (no surt als crèdits)
- May Cluskey: el comerciant (no surt als crèdits)
- Annie D'Alton: una dona vella (no surt als crèditse)
- Julian Holloway: la veu de Randolph Doryn (no surt als crèdits)
- Pat Layde: un policia (no surt als crèdits)
- Ed O'Callaghan: Bernard (no surt als crèdits)

## Premis i nominacions

### Premis
- Oscar al millor actor secundari per John Mills
- Oscar a la millor fotografia per Freddie Young
- Globus d'Or al millor actor secundari per John Mills

### Nominacions
- Oscar a la millor actriu per Sarah Miles
- Oscar al millor so per Gordon K. McCallum, John Bramall
- Globus d'Or a la millor actriu dramàtica per Sarah Miles
- Globus d'Or al millor actor secundari perTrevor Howard
- BAFTA a la millor actriu per Sarah Miles
- BAFTA a la millor direcció artística per Stephen B. Grimes
- BAFTA a la millor fotografia per Freddie Young
- BAFTA al millor vestuari per Jocelyn Rickards
- BAFTA al millor director per David Lean
- BAFTA a la millor pel·lícula
- BAFTA al millor muntatge per Norman Savage
- BAFTA a la millor actriu secundària per Evin Crowley
- BAFTA al millor actor secundari per John Mills

## Crítica
La filla de Ryan és un film que té la complexitat de qualsevol obra de David Lean, però en aquest cas subratllada per una posada en escena punyentment poètica que transcendeix qualsevol línia argumental. Sostingut en la sorprenent fotografia de Freddie Young, és una pel·lícula que arrossega l'espectador cap a la seva pròpia dimensió, ja des del mateix començament del film amb el plànol del para-sol portat pel vent.